# Barbe de Mantoue
Le Barbe de Mantoue est une race de chevaux disparue, élevée durant deux siècles par les marquis du duché de Mantoue.

## Histoire
L'origine de cette race remonte à François II de Mantoue, qui sélectionne la raza nostra de casa ([cheval] de course de notre maison) à Mantoue, atteignant selon Stefano L'Occaso un niveau de perfection en élevage qui ne fut plus jamais atteint après lui. 
Il envoie en effet des acheteurs vers toute l'Europe pour y acquérir des chevaux de course originaires d'Arabie, de Turquie, du Maroc et de Tunisie. Il fait ensuite croiser ces chevaux entre eux pour « l'amélioration de la race », ce que L'Occaso met en parallèle avec le désir d'Isabelle d'Este de forcer les nains de la cour à s'accoupler entre eux afin de créer « la race des petits nains ». 
Claudio Corte décrit en 1573 les barbes de Mantoue comme « la plus excellente » des races de chevaux d'Italie. Cette race de chevaux disparaît vers 1708, avec la chute de la Maison de Gonzague-Nevers et la mort de Ferdinand-Charles. Andrea Tonni postule cependant que cet élevage sélectif italien ait ensuite inspiré la sélection du Pur-sang en Angleterre.

## Description

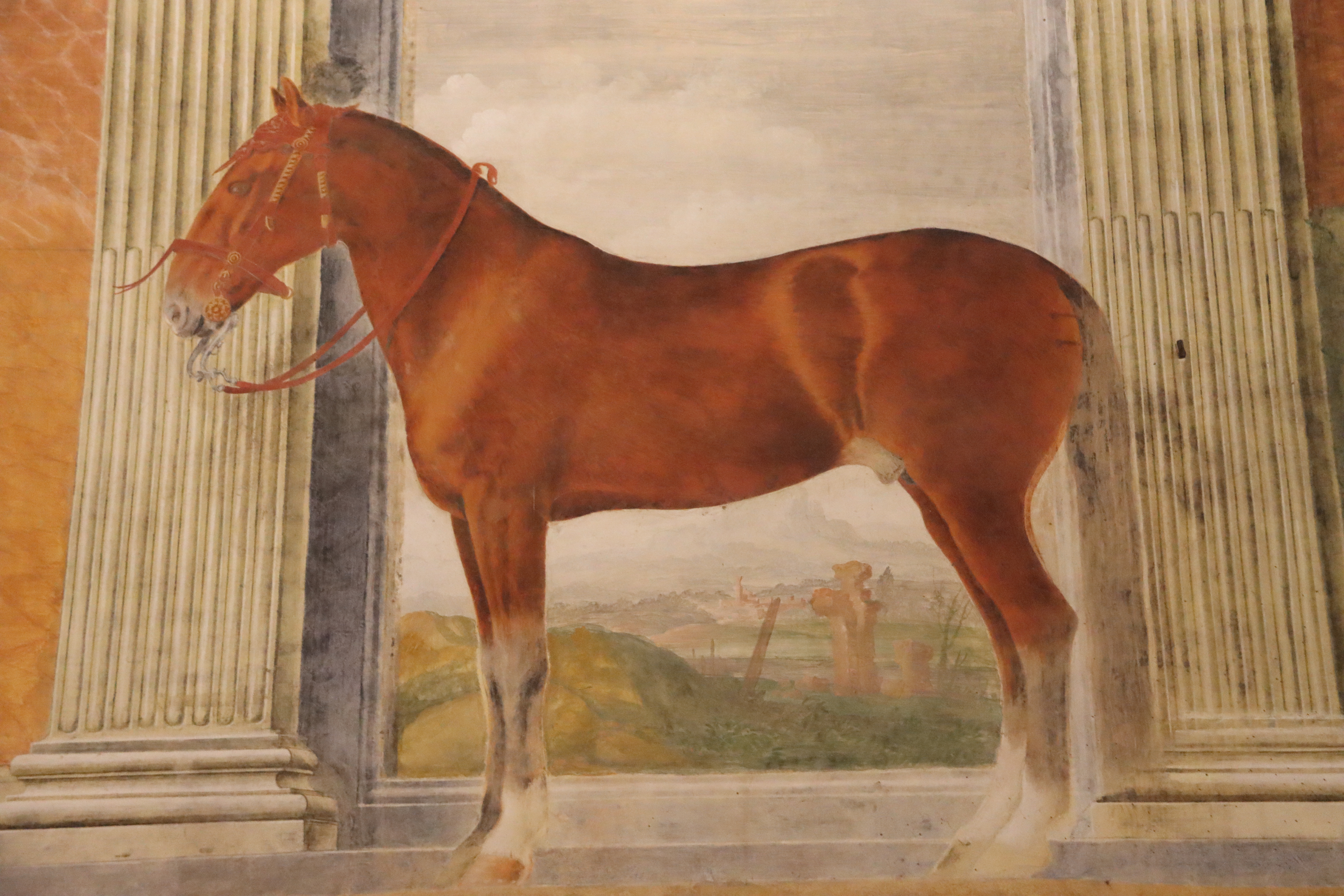
Portrait d'un Barbe de Mantoue dans le Palais du Te.

La plupart des chevaux des Gonzague sont de type Barbe (barbari), et destinés à la course.

## Utilisations
Les chevaux des ducs de Gonzague sont envoyés en cadeau diplomatique vers toute l'Europe, ce qui permet à cette famille de les utiliser comme objets de prestige pendant tout le XVIe siècle,. César Borgia possède notamment l'un de ces animaux, qu'il monte pour entrer dans Avignon.
Ces chevaux sont largement représentés dans la scénographie des cérémonies royales du XVIe siècle, notamment pendant le couronnement de Vincent Ier de Mantoue en 1587, qui rassemble une cavalcade de 800 chevaux.